# Man Up
Pour l’article homonyme, voir Man Up (film).
Man Up! est une série télévisée américaine en treize épisodes de 22 minutes, créée par Christopher Moynihan, dont huit épisodes ont été diffusés entre le 18 octobre et le 6 décembre 2011 sur le réseau ABC. Les cinq épisodes restants ont été mis en ligne la semaine suivante sur Hulu.

## Synopsis
La série tourne autour de la vie de trois gars au comportement enfantin.

## Distribution

### Acteurs principaux
- Mather Zickel (en) : Will Keen
- Dan Fogler : Kenny Hayden
- Christopher Moynihan (en) : Craig Griffith
- Teri Polo : Theresa Hayden Keen
- Amanda Detmer : Brenda Hayden
- Henry Simmons (en) : Grant
- Jake Johnson : Nathan Keen
- Charlotte Labadie : Lucy Keen

### Invités
- Chryssie Whitehead (en) : Lisa Downey (épisodes 1 et 10)
- Nicole Buehrer : Maid of Honor (épisode 1)
- Amber Montana (en) : Samantha (épisode 1)
- F. William Parker (ar) : The Preacher (épisode 1)
- Matt L. Jones : Chris « Eggnog » Eggert (épisode 2)
- Candice Patton : Dana (épisodes 3 à 5)
- Jason Rogel (en) : Henry Trunka (épisodes 3 et 13)
- Katie Walder (en) : Sheri (épisode 4)
- Melissa Greenspan (en) : Vicki Barker (épisode 4)
- Beverly Polcyn (en) : Grandma Ross (épisode 4)
- Candace Kroslak (en) : Blonde (épisode 4)
- Markie Post : Linda (épisode 5)
- Emily Harrison (en) : Jane (épisode 5)
- Alison LaPlaca (en) : Carroll (épisode 5)
- Alexandra Holden : Rebecca (épisode 6)
- Dan Cortese (en) : Dennis Mayder (épisode 6)
- Briga Heelan : Money (épisode 7)
- Marisa Coughlan : Dr Donna Perkins (épisode 8)
- Sally Pressman : Kelly (épisode 9)
- John Michael Higgins : Higgins (épisode 9)
- Maz Jobrani : Dr Samdi (épisode 10)
- Don Lake : Walter (épisode 10)
- Billy Dee Williams : lui-même[2] (épisode 10)
- Peter Jessop (en) : G.P.S. Voice (épisode 10)
- Erin Cardillo : Gina (épisode 11)
- Kathleen Rose Perkins : Becky (épisode 12)
- Liza del Mundo (en) : Woman (épisode 12)
- Christina Moore : Marcy (épisode 13)
- Geoff Pierson : Mr Donahue (épisode 13)

## Production
Le projet de Christopher Moynihan a débuté en décembre 2010, et le pilote a été commandé le mois suivant, qui sera réalisé par Beth McCarthy-Miller (en).
Le casting principal débute fin janvier, dans cet ordre : Teri Polo et Mather Zickel (en), Amanda Detmer, Henry Simmons (en) et Dan Fogler.
Le 13 mai 2011, ABC commande la série, puis annonce cinq jours plus tard lors des Upfronts qu'elle sera diffusée les mardis à l'automne.
Le 8 décembre 2011, ABC retire la série de la grille.

## Épisodes
1. Pilot
2. Finessing the Bromance
3. Digging Deeper
4. Wingmen
5. Acceptance
6. High Road is the Guy Road
7. Disciplining the Keens
8. Men and Their Chickens
9. Camping
10. Fear
11. Up All Night
12. Letting Go
13. Be Who You're Not